# Prionyx viduatus viduatus
Prionyx viduatus viduatus é uma subespécie de insetos himenópteros, mais especificamente de vespas pertencente à família Sphecidae.
A autoridade científica da subespécie é Konrad Hermann Heinrich Christ, tendo sido descrita no ano de 1791.
Trata-se de uma subespécie presente no território português.